# Тайвански търговски изложения
Тайванските търговски изложения (на английски: Taiwan Trade Shows), познати също като Тайпейски търговски изложения (Taipei Trade Shows) до 2012 г., представляват поредица от търговски изложения, провеждани през годината в Република Китай (Тайван).
Организират се от Тайванския съвет за външнотърговско развитие (TAITRA) в гр. Тайпе, столицата на страната. Водят началото си от изложението Taiwan Clothes Export Mart Exhibition, проведено през 1974 г. Понастоящем TAITRA организира ежегодни издания на повече от 25 тематично специализирани търговски изложения, сред които са COMPUTEX, TAITRONICS (със своя поредица изложения), Taipei Cycle в Тайпейския световен търговски център.